# Freebach
| Zuläufe und Bauwerke \| Freebach \| Freebach \| Freebach \| Freebach \| Freebach \| \| ------------------------------------ \| ------------ \| -------- \| --------- \| -------- \| \| Legende \| \| \| \| \| \| \| Ennepetal \| \| Ennepetal \| \| \| \| \| \| \| \| \| \| \| \| \| \| \| \| Quellzulauf \| \| \| \| \| \| \| \| \| \| \| \| Radevormwald \| \| \| \| \| \| Breckerfeld \| \| \| \| \| \| \| \| \| \| \| \| \| \| \| \| \| \| \| \| Vorbecken \| \| \| Heilenbecke (Heilenbecker Talsperre) \| \| \| \| \| |              |  |           |  |
| Freebach |              |  |           |  |
| Legende |              |  |           |  |
| | Ennepetal    |  | Ennepetal |  |
| |              |  |           |  |
| |              |  |           |  |
| | Quellzulauf  |  |           |  |
| |              |  |           |  |
| | Radevormwald |  |           |  |
| | Breckerfeld  |  |           |  |
| |              |  |           |  |
| |              |  |           |  |
| |              |  | Vorbecken |  |
| Heilenbecke (Heilenbecker Talsperre) |              |  |           |  |

Der Freebach (die Friebecke) ist ein ca. 1,45 Kilometer langer Bach auf den Stadtgebieten von Ennepetal, Breckerfeld (beide Ennepe-Ruhr-Kreis) und Radevormwald (Oberbergischer Kreis) in Nordrhein-Westfalen. Seine Fließgewässerkennziffer lautet 2768882.

## Lage und Beschreibung
Er entspringt südlich der Ortschaft Schlagbaum an der Bundesstraße 483, fließt anschließend durch ein bewaldetes und landwirtschaftlich genutztes Gelände in nordöstliche Richtung und mündet in ein Vorbecken der Heilenbecker Talsperre. Im Unterlauf bildet er die Grenze zwischen Ennepetal und Breckerfeld. Ein rechter Zulauf durchquert die Bergische Landwehr nahe dem Radevormwalder Ort Landwehr.

## Naturschutzgebiet Freebach
Der Bachlauf ist seit 2001 in Ennepetal als fünf Hektar großes Naturschutzgebiet Freebach (Kennung EN-029) ausgewiesen. Seit 2019 steht auch das Obere Freebachtal mit einer Größe von 14,29 ha auf dem Gemeindegebiet von Radevormwald im Oberbergischen Kreis unter Naturschutz (Kennung GM-133). 
Geschützt werden 
- Lebensgemeinschaften und Lebensstätten wildlebender Pflanzen- und Tierarten
- die besondere Eigenart und hervorragende Schönheit des relativ naturnahen Mittelgebirgsbaches
- ein Binsen- und seggenreiches Nassgrünland auf der Talsohle
- ein Weidetümpel im Hangbereich mit Bedeutung als Laichgewässer für Amphibien
- ein Seitental mit feuchter Brachfläche

## Problematik bei der Namensgebung der Quellbäche
Bezüglich des Hauptquellgewässers des Freebachs besteht ein Widerspruch zwischen der amtlichen Gewässerstationierungskarte des Landes Nordrhein-Westfalen und der von den Kreisen und Kommunen in den lokalen Vermessungsämtern fortgeführten Deutschen Grundkarte 1:5.000 (DKG5) und Katasterkarte. Auf Landesebene wird die Gewässerstationierung nach den Richtlinien der LAWA geführt, während die Verwaltung auf kommunaler und Kreisebene sich nach der DGK5 richten.
Daher kommt es im Fall des Freebachs zu einer Differenz bei der Bezeichnung der Hauptquelle und der anderen Quellzuläufe. Die Kommunen und die Kreise sind der Ansicht, der von Landwehr kommende Quellzulauf sei der Hauptquellbach für den Freebach und bezeichnen diesen Zulauf demgemäß als Freebach. Das Land sieht im von Schlagbaum kommenden Quellzulauf den Hauptzufluss und führt ihn so in ihren Gewässerlisten und -karten. An der Landwehr vereinen sich erneut zwei Quellzuäufe, einer von Obernhof, einer von Freudenberg kommend. Folgt man der Ansicht der Kreise/Kommunen und der DGK5, so stellt sich an diesem Punkt erneut die Frage, welche dieser beiden unbeschrifteten Quellzuläufe der Freebach sein soll.